# Authors Guild
Authors Guild är en amerikansk intresseorganisation av och för publicerade författare. Organisationen grundades 1912 som Authors League of America och avknoppade 1919 Dramatists Guild of America, varefter Authors League omdöptes till Authors Guild 1921 med Authors League of America kvarstående som paraply för systerorganisationerna. Den har över 9 000 medlemmar som förutom författare inkluderar agenter och jurister verksamma inom bokbranschen. Organisationen syftar i huvudsak till att bevaka och försvara författares rättigheter gentemot olika aktörer.